# Влохос
Влохо́с (греч. Βλοχός) — деревня в Греции. Расположена на высоте 97 м над уровнем моря, у северного подножья горы Стронгиловуни (325 м), на левом (западном) берегу реки Энипефс, правого притока Пиньоса, близ её устья. Административно относится к общине Паламас в периферийной единице Кардица в периферии Фессалия. Население 574 человек по переписи 2011 года.

## История
Близ Влохоса, на холме Стронгиловуни и вокруг него на Фессалийской равнине обнаружены руины древнего города. О древних городах в этой области известно очень мало, и ранее многие исследователи полагали, что Западная Фессалия в античности была захолустьем.
Остатки башен, стен и городских ворот находятся на вершине и склонах холма. Археологические развалины во Влохосе известны по крайней мере 200 лет. Ранее руины не интересовали археологов. В 2015 году на них обратил внимание аспирант Робин Рённлунд (Robin Rönnlund) и его коллега из Гётеборгского университета. В сентябре 2016 года археологи из Гётеборгского университета в коллаборации с Шведским археологическим институтом в Афинах и местной археологической службой в Кардице провели полевые работы под руководством Робина Рённлунда в течение двух недель. Используя радиолокацию, учёные обнаружили под землёй сеть улиц и городскую площадь, что доказывает существование довольно крупного города. Развалины занимают площадь более 40 гектаров. Также были найдены глиняная посуда и монеты. Самые древние находки датируются 500 годом до н. э., хотя исследователи считают, что пик процветания города пришелся на IV—III века до н. э. После этого люди покинули поселение, вероятно, из-за завоевания римлянами.
Находки хранятся в Археологическом музее Кардицы.

## Сообщество
Сообщество Влохос (Κοινότητα Βλοχού) создано в 1912 году (ΦΕΚ 261Α). В сообщество входит деревня Ликорема. Население 596 человек по переписи 2011 года. Площадь 21,902 квадратных километров.
| Населённый пункт | Население (2011), человек |
| ---------------- | ------------------------- |
| Влохос           | 574                       |
| Ликорема         | 22                        |

## Население
| Год  | Население, человек |
| ---- | ------------------ |
| 1991 | 695                |
| 2001 | 639                |
| 2011 | ↘ 574              |